# Aya Sameshima
Aya Sameshima (鮫島彩, Sameshima Aya) est une footballeuse japonaise, née le 16 juin 1987 à Utsunomiya, dans la Préfecture de Tochigi. Elle joue à l'INAC Kobe depuis la saison 2015 et compte plus de cent sélections en équipe nationale du Japon.

## Biographie

### Carrière en club
Évoluant au poste de défenseur, elle commence sa carrière professionnelle en 2006 au Tepco Mareeze (ja) où elle évolue pendant plusieurs années. À la suite de l'accident nucléaire de Fukushima, son club formateur n'a plus de structure et elle s'expatrie. En mars 2011, elle signe avec les Breakers de Boston dans la ligue professionnelle américaine WPS. Élle évolue durant la saison 2011 avec ce club. Sa saison avec l'équipe est celle d'une remplaçante, ne jouant que 5 matchs pour 344 minutes de jeu seulement. Elle peine à s'imposer et décide alors de signer dès le mois d'août 2011 avec le Montpellier Hérault Sport Club en France où elle retrouve sa compatriote Rumi Utsugi. En 2012, elle participe à la finale de la Coupe de France, perdue face à l'Olympique lyonnais sur le score de deux buts à un. Après une saison, elle signe au Vegalta Sendai.

### Carrière internationale
Aya Sameshima remporte en 2011 avec l'équipe nationale nipponne la coupe du monde de la FIFA alors qu'elle comptait déjà à son actif deux titres avec la sélection nationale, le titre de vainqueur des Jeux asiatiques de 2010 et le titre de vainqueur de la Coupe d'Asie de l'Est des nations en 2010. Elle est une des grandes artisanes de la victoire de son pays en finale de la coupe du monde féminine 2011.

## Statistiques

### En club
| Saison                | Club                  | Championnat           | Championnat | Championnat | Coupe nationale | Coupe nationale | Coupe de la Ligue | Coupe de la Ligue | Total | Total |
| Saison                | Club                  | Division              | M.          | B.          | M.              | B.              | M.                | B.                | M.    | B.    |
| 2006                  | Tepco Mareeze (ja)    | Nadeshiko League      | 17          | 1           | 2               | 0               | -                 | -                 | 19    | 1     |
| 2007                  | Tepco Mareeze (ja)    | Nadeshiko L. 2        | 21          | 8           | 3               | 0               | 4                 | 3                 | 28    | 11    |
| 2008                  | Tepco Mareeze (ja)    | Nadeshiko League      | 21          | 5           | 3               | 0               | -                 | -                 | 24    | 5     |
| 2009                  | Tepco Mareeze (ja)    | Nadeshiko League      | 21          | 1           | 3               | 1               | -                 | -                 | 24    | 2     |
| 2010                  | Tepco Mareeze (ja)    | Nadeshiko League      | 18          | 3           | 2               | 0               | 5                 | 3                 | 25    | 6     |
| Sous-total            | Sous-total            | Sous-total            | 98          | 18          | 13              | 1               | 9                 | 6                 | 120   | 25    |
| 2011                  | Breakers de Boston    | WPS                   | 5           | 0           | -               | -               | -                 | -                 | 5     | 0     |
| Sous-total            | Sous-total            | Sous-total            | 5           | 0           | -               | -               | -                 | -                 | 5     | 0     |
| 2011-2012             | Montpellier HSC       | Division 1            | 18          | 0           | 5               | 0               | -                 | -                 | 23    | 0     |
| Sous-total            | Sous-total            | Sous-total            | 18          | 0           | 5               | 0               | -                 | -                 | 23    | 0     |
| 2012                  | Vegalta Sendai        | Nadeshiko League      | 6           | 3           | 2               | 1               | -                 | -                 | 8     | 4     |
| 2013                  | Vegalta Sendai        | Nadeshiko League      | 9           | 0           | 2               | 2               | -                 | -                 | 11    | 2     |
| 2014                  | Vegalta Sendai        | Nadeshiko League      | 6           | 0           | 3               | 1               | -                 | -                 | 9     | 1     |
| Sous-total            | Sous-total            | Sous-total            | 21          | 3           | 7               | 4               | -                 | -                 | 28    | 7     |
| 2015                  | INAC Kobe             | Nadeshiko League      | 20          | 0           | 5               | 0               | -                 | -                 | 25    | 0     |
| 2016                  | INAC Kobe             | Nadeshiko League      | 18          | 1           | 5               | 0               | 8                 | 0                 | 31    | 1     |
| 2017                  | INAC Kobe             | Nadeshiko League      | 17          | 0           | 2               | 0               | 5                 | 0                 | 24    | 0     |
| 2018                  | INAC Kobe             | Nadeshiko League      | 18          | 1           | 5               | 0               | 5                 | 0                 | 28    | 1     |
| 2019                  | INAC Kobe             | Nadeshiko League      | -           | -           | -               | -               | -                 | -                 | 0     | 0     |
| Sous-total            | Sous-total            | Sous-total            | 73          | 2           | 17              | 0               | 18                | 0                 | 108   | 2     |
| Total sur la carrière | Total sur la carrière | Total sur la carrière | 215         | 23          | 42              | 5               | 27                | 6                 | 284   | 34    |

### En sélection

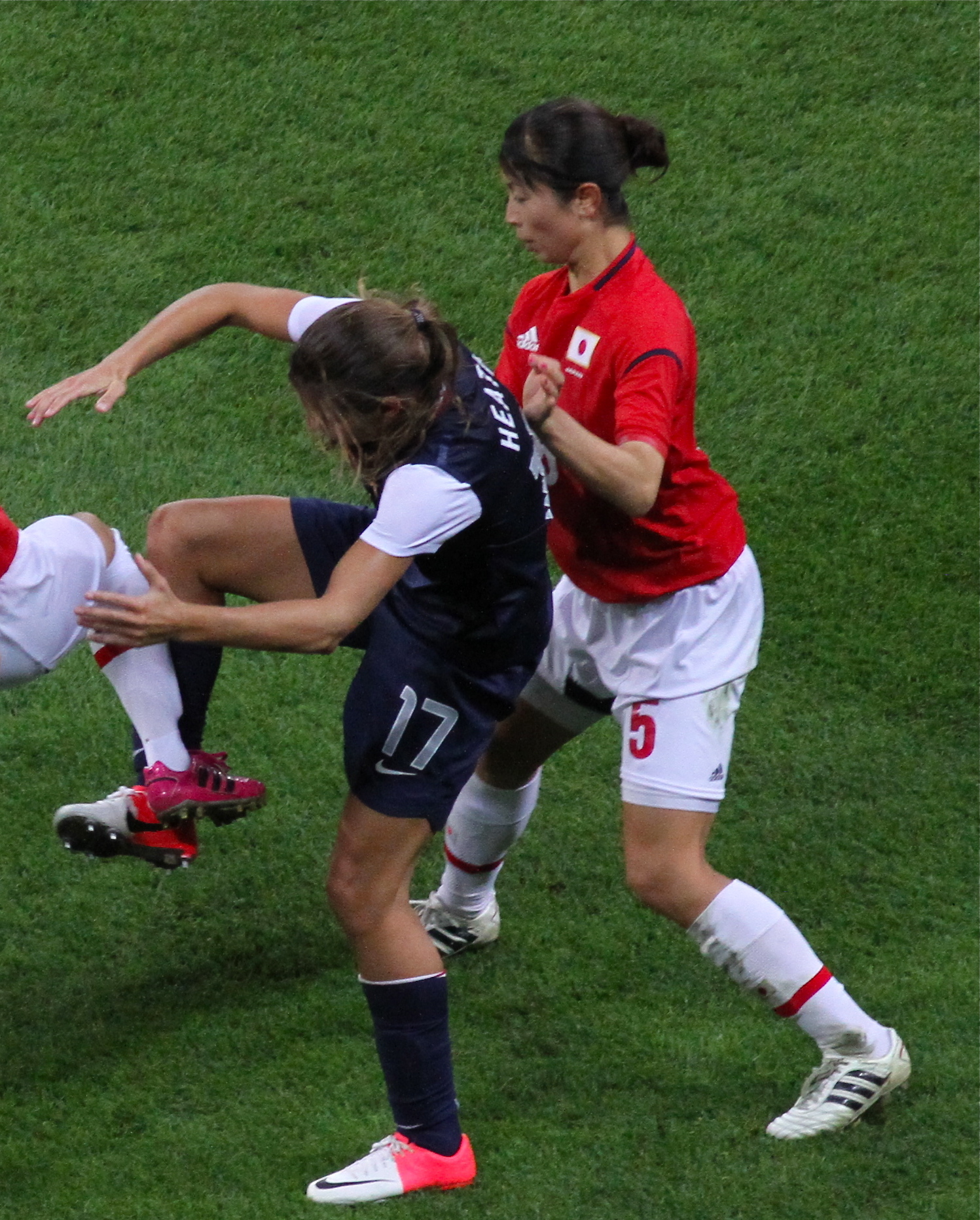
Aya Sameshima au duel avec Tobin Heath lors des Jeux olympiques 2012.

| Sélection | Année | Matchs | Buts |
| --------- | ----- | ------ | ---- |
| Japon     | 2008  | 2      | 1    |
| Japon     | 2009  | 3      | 0    |
| Japon     | 2010  | 15     | 1    |
| Japon     | 2011  | 18     | 0    |
| Japon     | 2012  | 14     | 0    |
| Japon     | 2013  | 3      | 0    |
| Japon     | 2014  | 2      | 1    |
| Japon     | 2015  | 12     | 1    |
| Japon     | 2016  | 3      | 0    |
| Japon     | 2017  | 13     | 0    |
| Japon     | 2018  | 18     | 1    |
| Japon     | 2019  | 2      | 0    |
| Total     | Total | 105    | 5    |

## Palmarès
Équipe du Japon (5) :

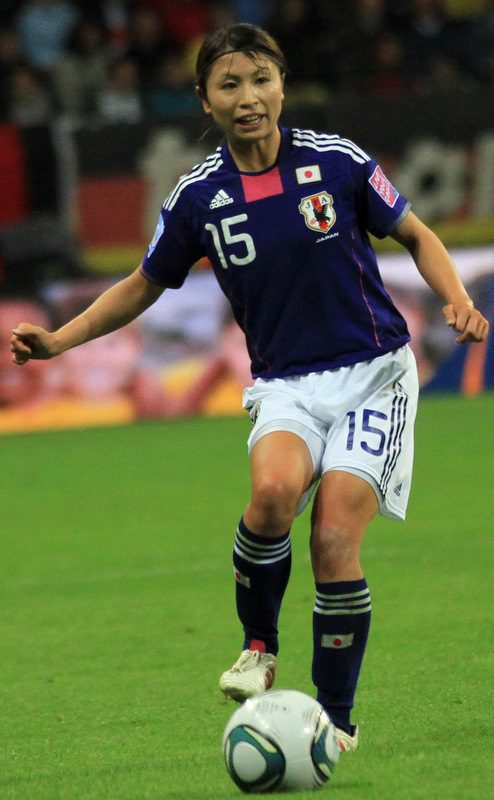
Aya Sameshima lors de la Coupe du monde 2011 en Allemagne.

- Vainqueur de la Coupe du monde en 2011
- Vainqueur de la Coupe d'Asie en 2018
- Médaille d'or aux Jeux asiatiques en 2010 et 2018
- Vainqueur de la Coupe d'Asie de l'Est en 2010
- Médaille d'argent aux Jeux olympiques en 2012
- Finaliste de la Coupe du monde en 2015
- Finaliste de l’Algarve Cup en 2012
- Troisième place de la Coupe d'Asie en 2008 et 2010  0
- Troisième place de l’Algarve Cup en 2011
- Troisième place du Tournoi de Chypre en 2008

 INAC Kobe (2) :
- Vainqueur de la Coupe du Japon en 2015 et 2016